# (10585) Wabi-Sabi
(10585) Wabi-Sabi est un astéroïde de la ceinture principale.

## Description
(10585) Wabi-Sabi est un astéroïde de la ceinture principale. Il fut découvert le 13 avril 1996 à Kitt Peak par le projet Spacewatch. Il présente une orbite caractérisée par un demi-grand axe de 2,21 UA, une excentricité de 0,09 et une inclinaison de 3,3° par rapport à l'écliptique.

## Compléments